# The Measure of a Man (film 1914)
The Measure of a Man è un cortometraggio muto del 1914 diretto da Paul Powell.

## Produzione
Il film fu prodotto dalla Lubin Manufacturing Company.

## Distribuzione
Distribuito dalla General Film Company, il film - un cortometraggio in una bobina - uscì nelle sale cinematografiche statunitensi il 10 febbraio 1914. La pellicola è andata presumibilmente perduta.